# Алгома (округ Віннебаго, Вісконсин)
Алгома (англ. Algoma) — місто (англ. town) в США, в окрузі Віннебаго штату Вісконсин. Населення — 6866 осіб (2020).

## Демографія
Згідно з переписом 2010 року, у місті мешкали 6822 особи в 2453 домогосподарствах у складі 2034 родин. Було 2533 помешкання
Расовий склад населення:
| - 95,8 % — білих - 2,8 % — азіатів - 0,2 % — чорних або афроамериканців - 0,1 % — корінних американців |

До двох чи більше рас належало 0,9 %. Частка іспаномовних становила 1,3 % від усіх жителів.
За віковим діапазоном населення розподілялося таким чином: 26,9 % — особи молодші 18 років, 62,0 % — особи у віці 18—64 років, 11,1 % — особи у віці 65 років та старші. Медіана віку мешканця становила 42,2 року. На 100 осіб жіночої статі у місті припадало 98,1 чоловіків;  на 100 жінок у віці від 18 років та старших — 96,3 чоловіків також старших 18 років.
Середній дохід на одне домашнє господарство  становив 99 994 долари США (медіана — 83 387), а середній дохід на одну сім'ю — 105 865 доларів (медіана — 101 196). Медіана доходів становила 68 462 долари для чоловіків та 47 813 долари для жінок. За межею бідності перебувало 3,1 % осіб, у тому числі 3,7 % дітей у віці до 18 років та 5,0 % осіб у віці 65 років та старших.
Цивільне працевлаштоване населення становило 3880 осіб. Основні галузі зайнятості: освіта, охорона здоров'я та соціальна допомога — 25,3 %, виробництво — 24,6 %, роздрібна торгівля — 12,1 %, мистецтво, розваги та відпочинок — 7,0 %.